# (500093) 2012 BB17
(500093) 2012 BB17 es un asteroide perteneciente al cinturón de asteroides, descubierto el 11 de enero de 2008 por el equipo del Spacewatch desde el Observatorio Nacional de Kitt Peak, Arizona, Estados Unidos.

## Designación y nombre
Designado provisionalmente como 2012 BB17.

## Características orbitales
2012 BB17 está situado a una distancia media del Sol de 2,479 ua, pudiendo alejarse hasta 2,832 ua y acercarse hasta 2,126 ua. Su excentricidad es 0,142 y la inclinación orbital 3,396 grados. Emplea 1426,32 días en completar una órbita alrededor del Sol.

## Características físicas
La magnitud absoluta de 2012 BB17 es 18.